# Slint
Slint – amerykański zespół rockowy, powstały w 1986 roku w Louisville w stanie Kentucky. Jeden z pionierów gatunku post rock i zarazem inspiracja dla późniejszych grup tego nurtu. Sławę przyniósł im wydany w 1991 roku album Spiderland, uważany za kanoniczne dzieło minimalistycznego rocka. Najbardziej rozpoznawalnym elementem w muzyce Slint były nagłe, niespodziewane zmiany w dynamice, wykorzystywane później np. przez Mogwai. Zespół rozpadł się w 1991 roku, a jego muzycy zaangażowali się w inne projekty: gitarzysta David Pajo, działający obecnie pod pseudonimem Papa M, był członkiem m.in. Tortoise, a Brian McMahan założył formację The For Carnation. W 1993 Touch & Go wypuściło reedycję debiutanckiego albumu Tweez. Ostatnim wydawnictwem grupy było opublikowane już po jej rozpadzie niezatytułowane EP, zawierające dwa utwory zarejestrowane w 1989 roku na potrzeby niedoszłego 12-calowego singla, który miał towarzyszyć Tweez.
Niespodziewanie grupa reaktywowała się w 2005 na festiwalu All Tomorrow's Parties i dała serię koncertów w Stanach i Europie. Muzycy rozwiali ostatecznie nadzieje fanów na nowy materiał, sprzedając swój sprzęt muzyczny w serwisie eBay.

## Muzycy
Ostatni znany skład zespołu
- Brian McMahan - gitara, wokal
- David Pajo - gitara
- Britt Walford - perkusja

Byli członkowie zespołu
- Todd Brashear - gitara basowa
- Ethan Buckler - gitara basowa

## Dyskografia
- Tweez (1989, Jennifer Hartman Records)
- Spiderland (1991, Touch and Go Records)
- Slint (EP, 1994, Touch and Go Records)